# Valeriana globiflora
Valeriana globiflora är en kaprifolväxtart som beskrevs av Hipólito Ruiz López och Pav. Valeriana globiflora ingår i släktet vänderötter, och familjen kaprifolväxter. Inga underarter finns listade i Catalogue of Life.